# Sphaeralcea psoraloides
Sphaeralcea psoraloides är en malvaväxtart som beskrevs av Stanley Larson Welsh. Sphaeralcea psoraloides ingår i släktet klotmalvor, och familjen malvaväxter. Inga underarter finns listade i Catalogue of Life.